# Yoshikuni Araki

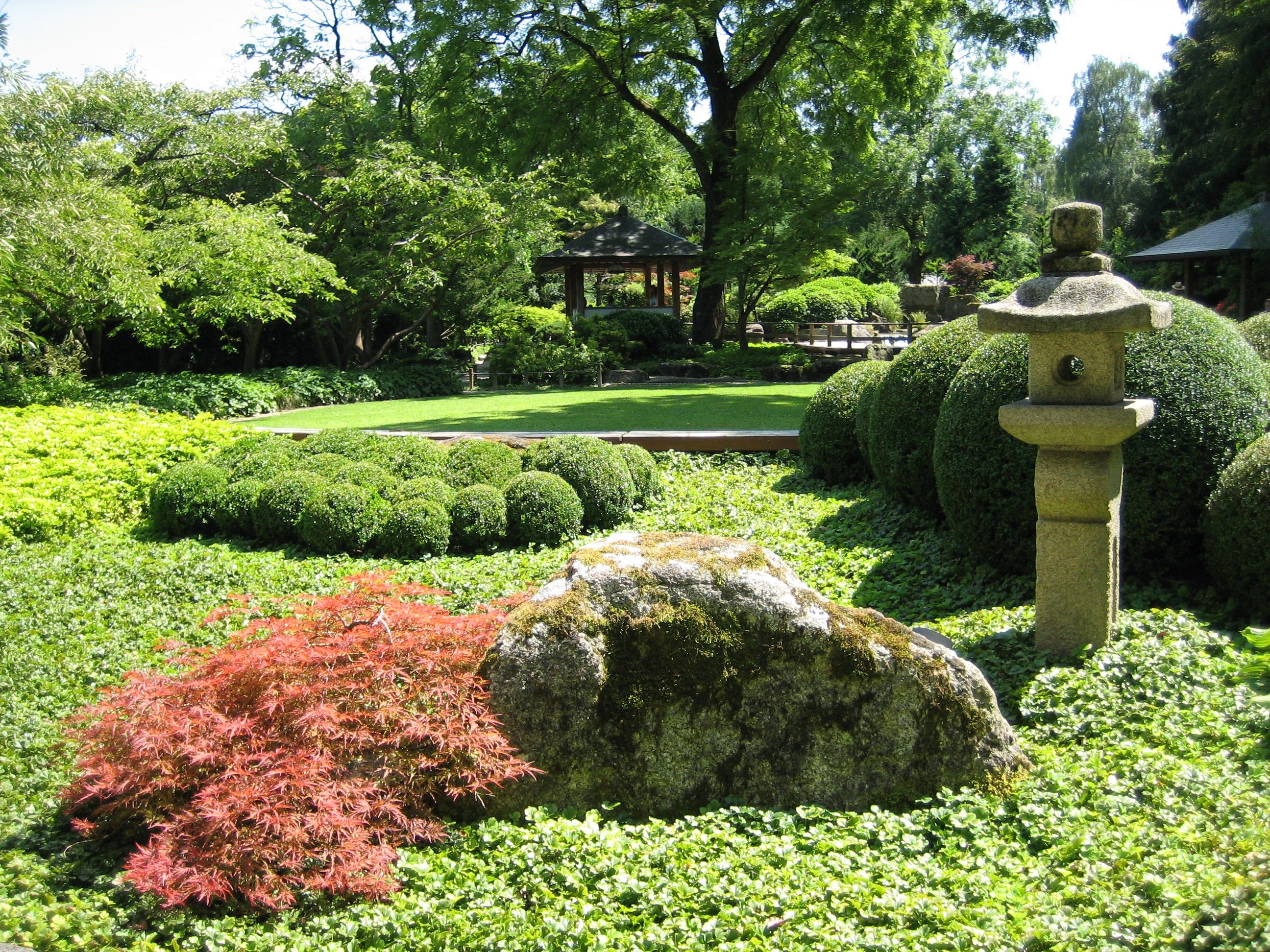
Teilansicht des Japangartens in Augsburg

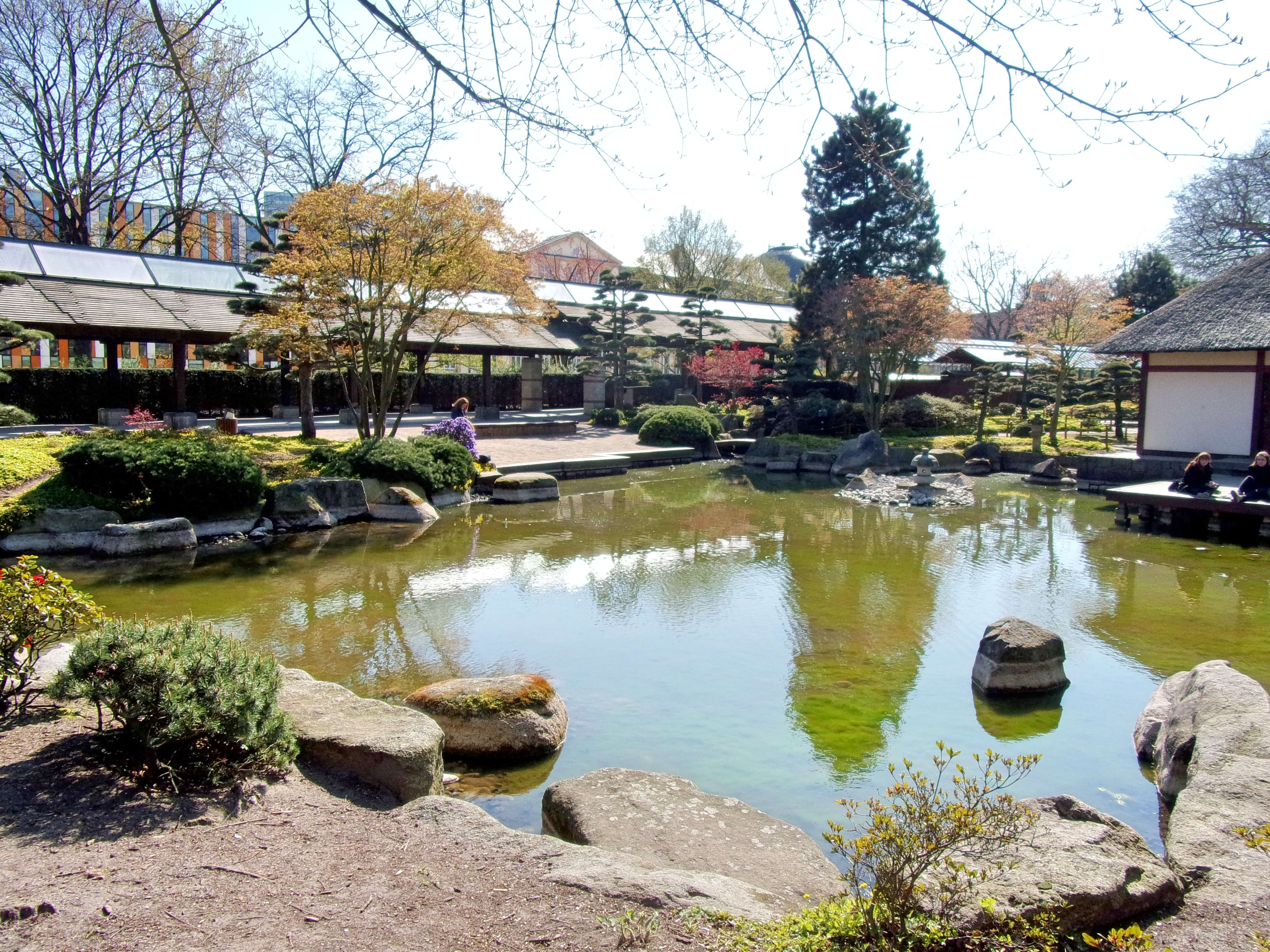
Planten un Blomen in Hamburg

Araki Yoshikuni (jap. 荒木 芳邦; * 1921; † 1997) war ein Professor und Landschaftsarchitekt aus Osaka, der sich seit dem Jahr 1954 mit Gartenbau beschäftigte. Er hat in den 1980er Jahren unter anderem den Japanischen Garten im Hamburger Park Planten un Blomen entworfen. Bekannt ist ebenfalls der Garten des amerikanischen Konsulats in Kōbe.

## Bekannte Gärten Arakis
- 1967 – Japanische Botschaft in Thailand
- 1971 – Residenz des Japanischen Botschafters in Südkorea
- 1974 – Residenz des Japanischen Botschafters in Washington, D.C., USA
- 1978 – Waterfall Garden in Seattle, Washington, USA
- 1984 – Japanischer Garten im Botanischen Garten in Augsburg
- 1985 – Planten un Blomen in Hamburg
- 1989 – Japanischer Botanischer Garten in Havanna auf Kuba